# Suha Kalîhirka, Katerînopil
Suha Kalîhirka (în ucraineană Суха Калигірка) este o comună în raionul Katerînopil, regiunea Cerkasî, Ucraina, formată numai din satul de reședință.

## Demografie
Componența lingvistică a comunei Suha Kalîhirka
     Ucraineană (98,27%)
     Rusă (1,38%)
     Alte limbi (0,35%)
Conform recensământului din 2001, majoritatea populației comunei Suha Kalîhirka era vorbitoare de ucraineană (98,27%), existând în minoritate și vorbitori de rusă (1,38%).